# Andy Barrett
Andy Barrett es un personaje ficticio de la serie de televisión australiana Home and Away, interpretado por el actor Tai Hara del 27 de agosto del 2013 el 5 de julio del 2016.

## Biografía
Llega a la bahía en el 2013 buscando vengarse de los hermanos Braxton ya que cree que el padre de ellos Danny Braxton es el responsable de la desaparición de su padre Johnny Barrett.
Andy asiste a una fiesta en la playa con su hermano menor Josh Barrett y ahí comienza una riña con Casey Braxton quien intentaba alejar a su amiga Maddy Osborne de ellos, más tarde esa noche mientras Casey llevaba a Maddy a su casa Andy aparece en la carretera y los choca a propósito y ocasiona un accidente en donde Casey queda inconsciente, sin embargo Maddy logra buscar ayuda y Casey es llevado al hospital. 
Cuando Darryl Braxton se entera del accidente de su hermano y descubre quiénes son los responsables se enfurece y va a buscar a Andy pero su madre Debbie Barrett lo esconde, cuando Brax se encuentra con Josh lo confronta, cuando Andy aparece él y Brax terminan peleando. Algunas semanas después cuando Brax visita a Debbie mientras ella le dice que sus hijos habían sufrido al ver que su padre nunca vuelto Andy aparece por detrás y golpea a Brax en la cabeza, Debbie defiende a Brax y cuando le pregunta si sabía dónde estaba su esposo él le dice que no. 
En octubre del mismo año Brax revela que él había sido el responsable de la muerte de Johnny y es arrestado, unos días después Andy y su madre planean matar a Brax, cuando lo ven saliendo de la corte Andy intenta encontrar el arma pero su madre la había tomado antes y dispara pero falla y le da accidentalmente a su hijo Josh, la policía los detiene y son arrestados. Poco después de salir de detención Andy aparece en la puerta de los Braxton golpeado y cuando Heath Braxton lo encuentra lo lleva dentro de la casa donde el doctor Nate Cooper lo atiende.
Más tarde se revela que el día en que Johnny había muerto, él y Danny habían realizado un robo a mano armada pero las cosas no habían salido bien y Danny había sido arrestado,poco después ese mismo día Johnny va a casa de los Braxton, exige el dinero del robo y termina golpeando a Casey Braxton por lo que Brax le dice que se reunirá con él, cuando se encuentran Brax le dice que le dará la mitad del dinero pero Johnny no acepta y le dice que quiere todo el dinero, cuando Brax lo empuja Johnny se cae y se golpea la cabeza lo que le causa la muerte, sin embargo más tarde en marzo del 2014 se revela que en realidad Johnny seguía vivo después de haberse golpeado la cabeza y que el verdadero responsable de la muerte de Johnny había sido Adam Sharpe quien al encontrarlo vivo lo mató.
Poco después Andy comienza una relación con la enfermera Hannah Wilson.
Cuando Andy descubre que Brax tenía una foto de un bebé al inicio cree que es Josh y lo confronta, finalmente cuando descubre que  el bebé de la foto era en realidad Casey se da cuenta de que él era hijo de Johnny y no de Danny por lo que Andy decide chantajear a Brax y le pide dinero para no contarle la verdad a Casey, poco después cuando Casey descubre la verdad termina golpeando a Andy cuando el intenta burlarse de la situación.
A principios de octubre Andy le quita el apoyo vital a Jake Pirovic, para vengarse por la muerte de Casey, y Jake muere.
El 5 de mayo del 2016 durante una pelea con Tank Snelgrove, accidentalmente ocasionan una explosión en el Caravn Park donde se estaba realizando una fiesta para recaudar fondos para el hospital local, el accidente ocasiona la muerte de los residentes Hannah Wilson y Oscar MacGuire, mientras que a Maddy Osbourne le tienen que amputar un brazo y a Ricky Sharpe le dicen que ya no podrá tener más hijos, ya que su útero fue dañado por la explosión.
En junio del mismo año después de descubrir que Josh había sido el responsable de la muerte de Charlotte King, Andy decide protegerlo y se echa la culpa del asesinato, sin embargo cuando Hunter King, se entera de la "confesión" de Andy y buscando vengarse por la muerte de su madre, lo apuñala.
El 5 de julio del 2016 Andy deja la bahía cuando decide darse a la fuga junto a su hermano Josh, minutos después de que Josh fuera sentenciado a pasar 22 años en la cárcel por el asesinato de Charlotte King.
Unos meses después, el 24 de mayo del 2016 Andy y Josh fueron descubiertos por la policía y arrestados.